# Каюга
Каюга (на английски: Cayuga) е едно от петте основни племена на Лигата на ирокезите. Традиционната родина на „Гуегуехоно – хората от голямото блато“, както самите те се наричат се простира в северната част на Ню Йорк, главно между езерата Каюга и Уаско. По времето на контакта с европейците и в годините след това живеят в няколко села, чиито имена са известни: Чондоте, Гандасетайгон, Ганоге, Гаягане, Гиога, Гойогуен, Кауока, Кенте, Киехеро, Ниодакет, Ойогоуен, Онениоте, Ононтаре, Оуиго и Сканаиютенат. В Съвета на Лигата каюга са известни като „младши братя“ или „племенници“ и имат 10 свои представители. Днес техните потомци са част от Шестте нации на Гранд Ривър в Онтарио. Други техни представители живеят в резерватите на сенека и онондага в Ню Йорк, както и в Оклахома като част от племето сенека – каюга.

## История
По време на Бобровите войни (1629 – 1701) войни каюга достигат чак до Вирджиния, където воюват с тамошните племена. През 1753 г. приемат в редиците си остатъците от племената тутело и сапони. По време на Войната за независимост участват на страната на британците. През 1779 г. Джордж Вашингтон изпраща генерал Джон Съливан срещу тях, за да ги накаже, задето подкрепят британците по време на войната. Много от селата на каюга са изгорени в тази военна кампания. Повечето оцелели бягат заедно с други ирокези в Канада и се установяват на Гранд Ривър. Някои обаче остават в Ню Йорк и след като не получават резерват се заселват при сенеките. Други остават в родината си, но през 1817 г. се преместват на река Сандъски Ривър в Охайо, откъдето през 1831 г. са екстрадирани в Оклахома. По пътя някои се отклоняват и отиват с онайда в Уисконсин. В Оклахома племето поддържа отделно племенно правителство до 1937 г., след което се обединява със сенека и формират Сенека – каюга племето на Оклахома.

## Каюга днес
В началото на 21 век има три големи групи каюга. Двете най-големи групи, Горни каюга и Долни каюга живеят в резервата на Шестте нации на Гранд Ривър в Онтарио. През 2007 г. са регистрирани 3101 горни каюга и 3162 долни каюга в Канада. Около 500 са членове на федерално признатото племе Каюга нацията на Ню Йорк. Те не разполагат със собствен резерват, а живеят в резерватите на сенека и в резервата Онондага. Седалището на племето се намира във Версай, Ню Йорк. Други каюга са част от федерално признатото племе Сенека – каюга племето на Оклахома.